# Michel Grisolia
 (novembre 2024).
Si vous disposez d'ouvrages ou d'articles de référence ou si vous connaissez des sites web de qualité traitant du thème abordé ici, merci de compléter l'article en donnant les références utiles à sa vérifiabilité et en les liant à la section « Notes et références ».
Œuvres principales
- L'inspecteur de la mer

Michel Grisolia, né le 12 août 1948 à Nice et mort le 29 mars 2005 à Paris 10e, est un homme de lettres français à la fois romancier, scénariste, journaliste, critique littéraire et parolier.

## Biographie
Il est le fils d’un artisan chromeur-nickeleur. D’abord élève à Nice au lycée Masséna, il monte en région parisienne où il finit ses études secondaires au lycée Lakanal de Sceaux et à l’Institution des pères maristes Saint-Vincent à Senlis.
Après le baccalauréat, il se fait connaître comme le parolier de Marie-Paule Belle, son amie d’enfance, mais aussi de Fabienne Thibeault, de Régine, de Demis Roussos et des Étoiles. C'est par la chanson qu’il vient à l’écriture. En collaboration avec Françoise Mallet-Joris, il publie ainsi en 1975 une biographie de Juliette Gréco dans la collection de son ami Lucien Rioux chez Seghers. 
Il collabore alors au Nouvel Observateur, son ami Jean-Louis Bory l’ayant fait entrer pour l’aider à rédiger les notices de films que les pages guides lui réclamaient. Il y publie également des critiques de cinéma, notamment pour la revue de la Fédération des ciné-clubs, La Nouvelle Revue française, Positif, Le Nouveau Cinémonde, Les Lettres françaises, Mystère Magazine et L'Evénement du jeudi.
Il se lance véritablement dans l’écriture en 1977 avec L'Inspecteur de la mer, prix Mystère de la critique 1978 et adapté l’année suivante au cinéma sous le titre de Flic ou voyou. Édité chez J.C. Lattès, il enchaîne ensuite avec des romans d'aventures comme Barbarie Coast (1978) ou Haute Mer (1980), d'atmosphère comme Les Guetteurs (1983) ou La Chaise blanche (1986), ainsi que des nouvelles comme L'Homme devant le square (1984).
Parallèlement, à partir de 1979, il écrit des scénarios, tels L'Étoile du Nord, Le Choix des armes ou Le Grand Frère. Prix du Rotary Club pour Les Guetteurs (1983), il obtient aussi le prix du roman d'aventures pour Les Sœurs du Nord (1986).
Cessant sa collaboration au Nouvel Observateur en février 1981, il travaille pour la rubrique Livres de L'Express.
Il est mort le 29 mars 2005, à l'âge de 56 ans, des suites d'un accident vasculaire cérébral.

## Œuvre

### Romans
- L'Inspecteur de la mer, Éditions Jean-Claude Lattès, 1977 ; réédition sous le titre Flic ou Voyou, Le Livre de poche no 7442, 1980 (prix Mystère de la critique)
- Barbarie Coast, Éditions Jean-Claude Lattès, 1978 ; réédition, 10/18 no 2031, 1989 ; réédition, Le Livre de poche no 7463, 1982
- Haute Mer, Éditions Jean-Claude Lattès, 1980 ; réédition, Le Livre de poche no 7471, 1983
- Le Choix des armes, Éditions Hachette, 1981 ; réédition, Le Livre de poche no 7457, 1982
- La Petite Afrique, Éditions L'instant romanesque, 1983 ; réédition, Éditions Balland, 1994
- Les Guetteurs, Éditions Jean-Claude Lattès, 1983 ; réédition, Le Livre de poche no 7482, 1984 (prix du Rotary Club)
- Les Sœurs du nord, Librairie des Champs-Élysées, Le Masque no 1838 1986 ; réédition, Librairie des Champs-Élysées, Club des Masques no 638, 1994 (prix du roman d'aventures)
- L'Homme aux yeux tristes, Librairie des Champs-Élysées, Le Masque no 1846 1986 ; réédition, Librairie des Champs-Élysées, Club des Masques no 639, 1994
- La Madone noire, Librairie des Champs-Élysées, Le Masque no 1847 1986 ; réédition, Librairie des Champs-Élysées, Club des Masques no 640, 1994
- La Chaise blanche, Éditions Jean-Claude Lattès, 1986 ; réédition, Le Livre de poche no 6346, 1987 (prix Roland-Dorgelès et prix Valentine-de-Wolmar de l’Académie française)
- Question de bruit ou de mort, Librairie des Champs-Élysées, Le Masque no 1930 1988
- La Promenade des Anglaises, Librairie des Champs-Élysées, Le Masque no 1874 1987 ; réédition, Librairie des Champs-Élysées, Club des Masques no 642, 1995
- 650 Calories pour mourir, Librairie des Champs-Élysées, Le Masque no 1890 1987 ; réédition, Librairie des Champs-Élysées, Club des Masques no 641, 1995
- Nocturnes en mineur, Librairie des Champs-Élysées, Le Masque no 1907 1988 ; réédition, Librairie des Champs-Élysées, Club des Masques no 643, 1995
- L'Amour noir, Éditions Flammarion, 1990 ; réédition, Le Livre de poche no 7319, 1983
- Le Mystère de l'abbé Moisan, Éditions Jean-Claude Lattès, 1991 ; réédition, Le Livre de poche no 9781, 1994 (en collaboration avec Francis Girod)
- Les Seconds Rôles, Éditions Flammarion Nouvelles, 1992
- La Justice de l'abbé Moisan, Éditions Jean-Claude Lattès, 1993
- La Maison mère, Librairie des Champs-Élysées, Le Masque no 2175 1994
- Délit mineur, Éditions Jean-Claude Lattès, 1994
- L'Excelsior, Éditions Flammarion, 1996
- L'Apôtre des Indes, Éditions Bayard, 1997
- Les Jardins du tigre, Éditions Albin Michel, 1999 ; réédition, Le Livre de poche no 15188, 2001
- L'Heure d'hiver, Éditions Albin Michel, Roman noir, 2000 ; réédition, Le Livre de poche no 15383, 2002

### Littérature d'enfance et de jeunesse
- Coup de feu dans la nuit, Éditions Bayard Presse, 1988
- Menace dans la nuit, Éditions Bayard no 5, 1991
- L'Été rouge, Éditions Hachette, coll. Vertige no 809, 1997 ; réédition, Le Livre de poche jeunesse no 1005, 2004

### Recueils de nouvelles
- L'Homme devant le square, Éditions Jean-Claude Lattès, 1984 (prix littéraire Nouvelles)
- La Petite Amie du crime, Librairie des Champs-Élysées, Le Masque no 2227 1995

### Biographie
- Juliette Gréco, Seghers, 1975 ; réédition, Seghers, coll. Poésie et chansons no 35, 1999 (en collaboration avec Françoise Mallet-Joris)

## Filmographie

### Cinéma
- 1979 : Flic ou voyou de Georges Lautner, inspiré de son roman L'Inspecteur de la mer
- 1980 : Je vous aime de Claude Berri
- 1981 : Le Choix des armes avec Alain Corneau
- 1982 : Le Grand Frère de Francis Girod
- 1982 : L'Étoile du Nord de Pierre Granier-Deferre (avec Jean Aurenche)
- 1984 : Le Bon Plaisir de  Francis Girod (apparition comme acteur)
- 1987 : Les Sœurs du nord de Joël Santoni
- 1988 : Histoires d'ombres de Denys Granier-Deferre (avec Yves Stravides, d'après Hervé Jaouen)
- 1988 : 650 calories pour mourir de Marc Lobet
- 1988 : Sos disparus de Michel Favart, Pierre Boutron, Maurice Frydland et Daniel Losset
- 1990 : J'embrasse pas d'André Téchiné (avec André Téchiné, Jacques Nolot)
- 1993 : Délit mineur de Francis Girod
- 1993 : La Règle du silence de Marc Rivière
- 1995 : Passage à l'acte de Francis Girod (avec Gérard Miller)
- 1996 : À travers la nuit de Gaël Morel (d'après une idée de Gaël Morel)
- 1996 : Vidange de Jean-Pierre Mocky
- 1999 : La Faute à Degun (d'après une idée de François Thomazeau)
- 1999 : Premières Neiges (Tétra Média Films)
- 2000 : Sang neuf de Régis Wargnier
- 2000 : La Soutane turquoise de Jean-Pierre Mocky

### Télévision
- 1988 : Imogène, épisode Imogène, vous êtes impossible de François Leterrier (avec Martin Lamotte, d'après le roman de Charles Exbrayat)
- 2000 : Maigret et le fou de St Marguerite
- 2000 : Maigret et la fenêtre ouverte de Pierre Granier-Deferre
- 2001 : Maigret et les vieillards
- 2001 : Maigret à l'école
- 2002 : Maigret en meublé de Laurent Heynemann
- 2003 : Les Scrupules de Maigret France 2 (avec Pierre Granier-Deferre)
- 2003 : Pour le meilleur et pour le pire
- 2003 : Maigret et l'Étoile du Nord

## Prix et distinctions

### Prix
- Prix Mystère de la critique 1978 pour L’Inspecteur de la mer[4]
- Prix du roman d'aventures 1986
- Prix Roland-Dorgelès 1987
- Prix Valentine-de-Wolmar 1987